# Terreur cannibale
Pour l’article homonyme, voir Cannibal Ferox.
Pour plus de détails, voir Fiche technique et Distribution.
Terreur cannibale est un film d'exploitation sur le cannibalisme réalisé par Alain Deruelle, Olivier Mathot et Julio Pérez Tabernero et sorti en 1981. Le film est une production franco-espagnole, contrairement à la plupart des autres films du genre, qui ont été principalement réalisés par des cinéastes italiens.
Les scènes du film ont été tournées simultanément avec Une fille pour les cannibales réalisé par Jesús Franco. Les deux films partagent un certain nombre de lieux, acteurs, et même le doublage des acteurs.

## Synopsis
Après avoir raté un enlèvement, deux criminels se cachent avec leur victime dans une maison d'amis dans la jungle. Après que l'un d'entre eux a violé la femme de l'ami, ils sont abandonnés pour être mangés par une tribu cannibale voisine.

## Fiche technique
- Titre original : Terreur cannibale
- Réalisateur : Alain Deruelle (sous le nom d'« A.W. Steeve »), Olivier Mathot et Julio Pérez Tabernero
- Scénario : Marius Lesœur (sous le nom d'« H.L. Rostaine »), Daniel-Simon Lesœur
- Durée : 93 minutes
- Pays de production :  France,  Espagne
- Sociétés de production : Eurociné, Titanic Films
- Date de sortie :
  - France : 22 octobre 1980

## Distribution
- Gérard Lemaire : Roberto
- Antonio Mayáns : Mario
- Mariam Camacho : Rina
- Silvia Solar : Madame Danville
- Olivier Mathot : Monsieur Danville
- Annabelle : Laurence Danville
- Antonio Jover : Antonio
- Pamela Stanford : Manuela
- Sabrina Siani